# Пять стихий и нумерология
Каждой из пяти стихий в китайской нумерологии соответствует конкретное числовое значение. Впервые космогонический порядок пяти стихий был перечислен в главе «Хун фань» трактата «Шу цзин» в следующей последовательности:

「一、五行：一曰水，二曰火，三曰木，四曰金，五曰土。水曰潤下，火曰炎上，木曰曲直，金曰從革，土爰稼穡。潤下作鹹，炎上作苦，曲直作酸，從革作辛，稼穡作甘。」
Первое начало — вода, второе — огонь, третье — дерево, четвёртое  —  металл и пятое — земля. Постоянная природа воды — быть мокрой и течь вниз; огня — гореть и подниматься вверх; дерева — поддаваться сгибанию и выпрямлению; металла — подчиняться внешнему воздействию и изменяться; природа земли проявляется в том, что она принимает посев и дает урожай.
То, что мокрое и течет вниз, создает соленое, то, что горит и поднимается вверх, создает горькое; то, что поддается сгибанию и выпрямлению, создает кислое; то, что подчиняется и изменяется, создает острое; то что принимает посев и дает урожай, создает сладкое.

(Перевод Кучеры С. Р.)
В «Книге ритуалов» (Ли цзи; 礼记) в главе «Полунные приказы» (Юэ лин; 月令) пяти стихиям ставится в соответствие другой числовой ряд: число пять соотнесено сладкому вкусу (Земля), шесть — солёному вкусу (Вода), семь — горькому (Огонь), восемь — кислому (Дерево), девять — острому (Металл).
|          | Вода | Огонь | Дерево | Металл | Земля |
| -------- | ---- | ----- | ------ | ------ | ----- |
| Хун фань | 1    | 2     | 3      | 4      | 5     |
| Юэ лин   | 6    | 7     | 8      | 9      | 5     |

Можно видеть, что последовательность в «Книге ритуалов» и «Шу цзин» символически равноценны, если принять во внимание их связь через цифру 5:
Вода = 1 и 6 (1+5)
Огонь = 2 и 7 (2+5)
Дерево = 3 и 8 (3+5)
Металл = 4 и 9 (4+5)
Земля = 5 и 5